# Байетт, Антония Сьюзен
Дама Антония Сьюзен Байетт (англ. Antonia Susan Byatt, в девичестве Дрэббл; 24 августа 1936, Шеффилд — 16 ноября 2023, Лондон) — английская писательница. Автор более двух десятков книг, носитель множества почётных учёных степеней различных университетов и лауреат многочисленных литературных наград и премий. Роман «Обладать» получил Букеровскую премию (1990) и включён в университетские программы во многих странах мира, роман «Детская книга» попал в шорт-лист Букеровской премии (2009).

## Биография
Байетт родилась в 1936 году в Шеффилде, в семье адвоката и учительницы. Её младшая сестра — писательница Маргарет Дрэббл. Антония окончила Ньюнэм-колледж в Кембридже и защитила докторскую диссертацию по английской литературе в Оксфордском университете (Сомервиль-колледж).
Получила премию Букера (1990) за роман «Обладать», опубликованный на русском языке в переводе В. Ланчикова и Д. Псурцева. Роман «Обладать» переведён на 26 языков и включён в университетские программы во многих странах мира.
Роман «Детская книга» попал в шорт-лист Букеровской премии за 2009 год, опубликован на русском языке издательством «Эксмо» в 2012 году в переводе Т. Боровиковой. «Детская книга» — многослойный роман, в котором прослеживается история нескольких семей с конца XIX века до Первой мировой войны на фоне истории Англии, её культуры, искусства, дизайна, образования, борьбы за права женщин, нищеты и богатства и самых разных сторон жизни английского общества.
Умерла 16 ноября 2023 года в возрасте 87 лет.

## Избранная библиография
- 1964 – The Shadow of the Sun (Byatt novel)|The Shadow of the Sun
- 1967 – The Game
- 1987 – Сахарное дело и другие рассказы (Sugar and Other Stories). Рассказы
  - Расин и вышитая скатерть
  - Розовые чашки
  - Июльский призрак
  - Ближняя комната
  - Сушеная ведьма
  - Потеряла лицо
  - В день смерти Э.М. Форстера
  - Подменыш
  - Разлито в воздухе
  - "В оправе пропасти…"
  - Сахарное дело
- 1990 – Обладать (Possession: A Romance)
- 1992 – Ангелы и насекомые (Angels and Insects). Новеллы:
  - Морфо Евгения (Morpho Eugenia)
  - Ангел супружества (The Conjugal Angel)
- 1993 – Истории с Матиссом (The Matisse Stories). Рассказы
  - Щиколотки Медузы
  - Художники
  - Китайский омар
- 1994 – Джинн в бутылке из стекла "соловьиный глаз" (The Djinn in the Nightingale's Eye). Пять сказок:
  - Стеклянный гроб
  - История Годэ
  - История старшей принцессы
  - Драконий дух
  - Джинн в бутылке из стекла "соловьиный глаз"
- 1998 – Духи стихий (Elementals: Stories of Fire and Ice). Рассказы про пламя и лед:
  - Крокодиловы слезы
  - Ламия в Севеннах
  - Холод и зной
  - Побирушка
  - Иаиль
  - Христос в доме Марфы и Марии
- 2000 – The Biographer's Tale
- 2003 – Черная книжка рассказов (Little Black Book of Stories). Рассказы
  - Лесная тварь
  - Телесный художник
  - Каменная женщина
  - Литературное сырье
  - Розовая лента
- 2009 – Детская книга (The Children's Book)
- 2011 – Ragnarok: The End of the Gods
- 2016 – Peacock & Vine: On William Morris and Mariano Fortuny

### Квартет Фредерики
- 1978 – Дева в саду (The Virgin in the Garden)
- 1985 – Живая вещь (Still Life)
- 1996 – Вавилонская башня (Babel Tower)
- 2002 – A Whistling Woman

## Награды
- Почётный доктор (DLitt) Сент-Эндрюсского университета (2012)

## Экранизации
- Ангелы и насекомые (1995)
- Одержимость (2002)
- Три тысячи лет желаний (2022), реж. Джордж Миллер